# Draft de la NBA Development League de 2011
El Draft de la NBA Development League de 2011 se celebró el día 3 de noviembre de 2011. Constó de ocho rondas.

## Selecciones del draft
| PG | Base | SG | Escolta | SF | Alero | PF | Ala Pívot | C | Pívot |

| ^ | Denota jugador que ha sido seleccionado para un NBA Development League All-Star Game(s)                                         |
| * | Denota jugador que ha sido seleccionado para un NBA Development League All-Star Game(s) y también elegido en el Draft de la NBA |
| † | Denota jugador elegido también en el Draft de la NBA                                                                            |

### Primera ronda
| Pick | Jugador                 | Pos. | Nacionalidad               | Equipo                   | Universidad / Club  |
| ---- | ----------------------- | ---- | -------------------------- | ------------------------ | ------------------- |
| 1    | Jamaal Tinsley†         | G    | Estados Unidos             | Los Angeles D-Fenders    | Iowa State          |
| 2    | Alando Tucker†          | F/G  | Estados Unidos             | Texas Legends            | Wisconsin           |
| 3    | Chris Wright^           | F    | Estados Unidos             | Maine Red Claws          | Dayton              |
| 4    | Gabe Pruitt†            | G    | Estados Unidos             | Sioux Falls Skyforce     | USC                 |
| 5    | Jamal Sampson†          | C/F  | Estados Unidos             | Texas Legends            | California          |
| 6    | Edwin Ubiles^           | G/F  | Estados Unidos Puerto Rico | Bakersfield Jam          | Siena               |
| 7    | Cory Higgins            | G    | Estados Unidos             | Erie BayHawks            | Colorado            |
| 8    | Mac Koshwal             | F    | Estados Unidos Sudán       | Bakersfield Jam          | DePaul              |
| 9    | Chris Daniels           | C    | Estados Unidos             | Erie BayHawks            | Texas A&M–CC        |
| 10   | Cameron Jones           | G    | Estados Unidos             | Fort Wayne Mad Ants      | Northern Arizona    |
| 11   | Curtis Sumpter          | F    | Estados Unidos             | Tulsa 66ers              | Villanova           |
| 12   | Osiris Eldridge         | G    | Estados Unidos             | Dakota Wizards           | Illinois State      |
| 13   | Mustapha Farrakhan, Jr. | G    | Estados Unidos             | Bakersfield Jam          | Virginia            |
| 14   | Tyren Johnson^          | F    | Estados Unidos             | Rio Grande Valley Vipers | Louisiana–Lafayette |
| 15   | Tyrell Biggs^           | F    | Estados Unidos             | Canton Charge            | Pittsburgh          |
| 16   | Gary Johnson            | F    | Estados Unidos             | Tulsa 66ers              | Texas               |

### Segunda ronda
| Pick | Jugador          | Pos. | Nacionalidad   | Equipo                   | Universidad / Club |
| ---- | ---------------- | ---- | -------------- | ------------------------ | ------------------ |
| 17   | Jonathan Thomas  | G    | Estados Unidos | Springfield Armor        | Marshall           |
| 18   | Jake Kelly       | G    | Estados Unidos | Texas Legends            | Indiana State      |
| 19   | Ashton Mitchell  | G    | Estados Unidos | Rio Grande Valley Vipers | Sam Houston State  |
| 20   | Cedric Bozeman   | G    | Estados Unidos | Reno Bighorns            | UCLA               |
| 21   | Dwight Buycks    | G    | Estados Unidos | Tulsa 66ers              | Marquette          |
| 22   | Anthony Johnson  | G    | Estados Unidos | Fort Wayne Mad Ants      | Montana            |
| 23   | Jason Ellis      | F    | Estados Unidos | Idaho Stampede           | Boise State        |
| 24   | Durrell Summers^ | G    | Estados Unidos | Maine Red Claws          | Michigan State     |
| 25   | Kevin Galloway   | F    | Estados Unidos | Idaho Stampede           | Texas Southern     |
| 26   | Brandon Ewing    | G    | Estados Unidos | Iowa Energy              | Wyoming            |
| 27   | Dominic Calegari | F    | Estados Unidos | Iowa Energy              | UC Davis           |
| 28   | Taj McCullough   | F    | Estados Unidos | Erie BayHawks            | Winthrop           |
| 29   | Mike Tisdale     | C    | Estados Unidos | Maine Red Claws          | Illinois           |
| 30   | Tristan Thompson | G    | Estados Unidos | Austin Toros             | North Texas        |
| 31   | Anthony Gurley   | G    | Estados Unidos | Los Angeles D-Fenders    | Massachusetts      |

### Tercera ronda
| Pick | Jugador           | Pos. | Nacionalidad                                        | Equipo                   | Universidad / Club |
| ---- | ----------------- | ---- | --------------------------------------------------- | ------------------------ | ------------------ |
| 32   | Eniel Polynice    | G    | Estados Unidos Haití                                | Los Angeles D-Fenders    | Seton Hall         |
| 33   | Brady Morningstar | G    | Estados Unidos                                      | Tulsa 66ers              | Kansas             |
| 34   | Charles Okwandu   | C    | Nigeria                                             | Maine Red Claws          | Connecticut        |
| 35   | Casey Mitchell    | G    | Estados Unidos                                      | Sioux Falls Skyforce     | West Virginia      |
| 36   | Lawrence Hill^    | F    | Estados Unidos                                      | Texas Legends            | Stanford           |
| 37   | Jarrid Famous     | C    | Estados Unidos                                      | Iowa Energy              | South Florida      |
| 38   | Mychel Thompson   | F    | Estados Unidos                                      | Erie BayHawks            | Pepperdine         |
| 39   | Justin Graham     | G    | Estados Unidos                                      | Bakersfield Jam          | San Jose State     |
| 40   | Kendall Dartez    | C    | Estados Unidos                                      | Idaho Stampede           | Louisville         |
| 41   | Travis Walton     | G    | Estados Unidos                                      | Bakersfield Jam          | Michigan State     |
| 42   | Evan Field        | F    | Estados Unidos                                      | Tulsa 66ers              | Vermont            |
| 43   | Andrew Gonzalez   | F    | Estados Unidos                                      | Dakota Wizards           | Houston Baptist    |
| 44   | Cheyne Gadson     | G    | Estados Unidos                                      | Idaho Stampede           | Oklahoma State     |
| 45   | Greg Washington   | G    | Estados Unidos Islas Vírgenes de los Estados Unidos | Rio Grande Valley Vipers | Hofstra            |
| 46   | Justin Johnson    | G    | Estados Unidos                                      | Dakota Wizards           | Concordia (CA)     |
| 47   | Dennis Horner     | F    | Estados Unidos                                      | Springfield Armor        | NC State           |